# 東頭邨巴士總站
東頭邨巴士總站（英文：Tung Tau Estate Bus Terminus）是位於香港九龍黃大仙區新蒲崗西部和九龍城區的九龍城九龍寨城東北方之間的屋邨巴士總站。由於東頭一邨和二邨分別由香港房屋委員會和香港房屋協會管理，加上巴士總站位離二邨甚遠，故此又稱東頭（一）邨巴士總站。現時有2條專線小巴以該地為總站及一條路經之九巴路線服務該區的居民和商戶。

## 總站路線資料

### 九龍區專線小巴25A線
- 東頭邨 ↔ 九龍塘站

### 九龍區專線小巴25M線
- 東頭邨 ↔ 九龍塘站

途經九龍城廣場、聖德肋撒醫院、喇沙書院、香港浸會大學及港鐵九龍塘站。

## 途經路線資料

### 九龍巴士2D線
- 澤安邨 ↔ 黃大仙

## 鄰近地點
- 東頭（二）邨
- 匯東邨
- 九龍寨城公園
- 美東邨
- 衙前圍村